# 336
| 336                |
| ------------------ |
| Dødsfald - Fødsler |
|                    |

| Gregoriansk kalender | 336 CCCXXXVI            |
| Ab urbe condita      | 1089                    |
| Armensk kalender     | I/T                     |
| Kinesiske kalender   | 3032 – 3033 乙未 – 丙申 |
| Etiopisk kalender    | 328 – 329               |
| Jødisk kalender      | 4096 – 4097             |
| Hindukalendere       |                         |
| - Vikram Samvat      | 391 – 392               |
| - Shaka Samvat       | 258 – 259               |
| - Kali Yuga          | 3437 – 3438             |
| Iransk kalender      | 286 BP – 285 BP         |
| Islamisk kalender    | 295 BH – 294 BH         |

Se også 336 (tal)

## Begivenheder
- Det første dokument der fortæller om fejringen af Jesus fødsel d. 25. dec. (der findes også en nedskreven øjenvidne beretning fra år 400). Fejringen af den kristne jul startede i Rom i starten af 400-tallet da kristendommen blev lovlig. Men fejringen er, efter forskningen at dømme, startet før men første skriftlige bevis er dateret år 336.

- På et kirkemøde i Laodikea (i Tyrkiet) overførte den katolske kirke sabbattens hellighed fra lørdag til søndag. Oprindeligt var sabbat lig med dagen lørdag.